# Campionat de Catalunya de futbol 1909-1910
La temporada 1909-10 del Campionat de Catalunya de futbol fou l'onzena edició de la competició. Fou disputada la temporada 1909-10 pels principals clubs de futbol de Catalunya.

## Primera Categoria

### Classificació final
| Pos | Equip            | PJ | PG | PE | PP | GF | GC | DG  | Pts | Classificació |       | Futbol Club Barcelona | Club Deportiu Espanyol | Universitary Sport Club | Futbol Club Espanya | Català Futbol Club | Star FC | Foot-ball Club Central |
| --- | ---------------- | -- | -- | -- | -- | -- | -- | --- | --- | ------------- | ----- | --------------------- | ---------------------- | ----------------------- | ------------------- | ------------------ | ------- | ---------------------- |
| 1   | FC Barcelona (C) | 12 | 12 | 0  | 0  | 55 | 3  | +52 | 24  | Campió        |       | —                     | 1–0                    | 1–0                     | 5–1                 | 8–1                | (c/p)   | 12–0                   |
| 2   | CD Espanyol      | 12 | 8  | 1  | 3  | 31 | 9  | +22 | 17  |               |       | (c/p)                 | —                      | 2–1                     | 3–0                 | 7–0                | 4–1     | 1–0                    |
| 3   | Universitary SC  | 12 | 7  | 1  | 4  | 26 | 14 | +12 | 15  |               | (c/p) | 3–2                   | —                      | 2–2                     | 2–1                 | (c/p)              | (c/p)   |                        |
| 4   | FC Espanya       | 12 | 7  | 1  | 4  | 26 | 20 | +6  | 15  |               | (c/p) | 2–4                   | 4–3                    | —                       | 5–0                 | 5–0                | 5–2     |                        |
| 5   | Català SC        | 12 | 3  | 1  | 8  | 13 | 41 | −28 | 7   |               | 1–10  | 1–1                   | 1–4                    | 1–2                     | —                   | 4–0                | 1–2     |                        |
| 6   | Star FC          | 12 | 2  | 0  | 10 | 1  | 30 | −29 | 4   |               | 0–8   | (c/p)                 | 0–7                    | (c/p)                   | 0–2                 | —                  | (c/p)   |                        |
| 7   | FC Central       | 12 | 1  | 0  | 11 | 5  | 40 | −35 | 2   |               | 0–10  | 0–7                   | 1–4                    | (c/p)                   | (c/p)               | (c/p)              | —       |                        |

Tots els clubs eren de Barcelona. Molts partits de la segona volta no es jugaren, perquè el Barcelona ja era virtual campió. L'AC Galeno canvià el seu nom pel d'Universitary SC, que aconseguiria precisament aquesta temporada la millor classificació en tota la seva història.

### Resultats finals
- Campió de Catalunya: FC Barcelona
- Classificats pel Campionat d'Espanya: FC Barcelona
- Descensos: No hi havia descensos reglamentats
- Ascensos: No hi havia ascensos reglamentats

## Segona Categoria
Es va organitzar un campionat de segona categoria, anomenat campionat de júniors, amb la participació dels següents equips: CD Europa, Club Catalunya, Olímpic, FC Provençal, CS Sabadell FC, FC Numància, Aurora FC, CF Andreuenc i Catalònia FC. També s'inscrigué un equip anomenat FC Barcelonès, però es retirà sense jugar cap partit.
El FC Numància es proclamà per primer cop campió de la competició, el Catalònia fou segon i Europa i Provençal finalitzaren tercers.